# Alicja Wójcik
Alicja Wójcik (ur. 10 listopada 1994 w Gdańsku) – polska siatkarka, grająca na pozycji środkowej. Od sezonu 2017/2018 występuje w LTS Legionovia Legionowo.

## Kariera sportowa
Pierwszym klubem gdańszczanki był miejscowy Olimpijczyk. Z niego trafiła ona do Gedanii Gdańsk, gdzie rywalizowała na poziomie kadetek, a także juniorek. W barwach Gedanii wywalczyła dwa mistrzostwa Polski juniorek. W sezonie 2012/2013 równocześnie z rozgrywkami juniorskimi w Gedanii reprezentowała barwy Wieżycy Stężyca na poziomie seniorek w rozgrywkach I ligi. Po rozpadzie klubu od 2013 do 2015 roku grała w II-ligowym Jokerze Świecie. W Orlen Lidze zadebiutowała w sezonie 2015/2016, występem z 21 października 2015 roku w meczu z Tauronem MKS Dąbrowa Górnicza. Na koniec rozgrywek wraz z KSZO Ostrowiec Świętokrzyski zajęła 12. miejsce. Od 2016 roku występowała w dwukrotnym mistrzu Polski, Atomie Treflu Sopot. Od sezonu 2017/2018 występuje w drużynie LTS Legionovia Legionowo.

## Sukcesy klubów
Mistrzostwa Polski Juniorek:
- 2011[2], 2013[6]